# Вургун, Самед
Саме́д Вургу́н (азерб. Səməd Vurğun; настоящее имя — Самед Юсиф оглы Веки́лов, азерб. Səməd Yusif oğlu Vəkilov; 21 марта 1906, Юхары-Салахлы, Кавказское наместничество — 27 мая 1956, Баку) — азербайджанский советский поэт, драматург и общественный деятель. Один из авторов слов Гимна Азербайджанской ССР (вместе с Сулейманом Рустамом и Гусейном Арифом).
Первый Народный поэт Азербайджанской ССР (1956), академик АН Азербайджанской ССР (1945). Лауреат двух Сталинских премий второй степени (1941, 1942). Член ВКП(б) с 1940 года.

## Биография
Самед Векилов родился 8 (21) марта 1906 года в селении Юхары-Салахлы Казахского уезда (ныне Газахский район). Когда Самеду было 6 лет, умерла его мать, и он остался на попечении отца и бабушки по материнской линии — Айши-ханум. Когда он окончил земскую школу, в 1918 году семья переехала в Казах, где Самед вместе со своим единственным старшим братом Мехтиханом Векиловым поступил в Казахскую учительскую семинарию. В 1922 году умер отец, годом позже — бабушка, после чего забота о будущем поэте и его брате перешла к их двоюродной сестре Хангызы Векиловой. Первое произведение С. Вургуна — стихотворение «Обращение к молодёжи» — вышло в печать в 1925 году в тифлисской газете «Ени Фикир» («Новая мысль»).
Самед Вургун преподавал литературу в сельских школах Казаха, Гяндже и Кубе. Два года, в 1929 и 1930 годах, учился в Московском университете, затем продолжил учёбу в Азербайджанском педагогическом институте.
31 июля 1941 года, с началом Великой Отечественной войны, Вургун пожертвовал 20 000 рублей в Фонд обороны.
23 августа 1942 года поэт участвовал в антифашистском митинге в Тбилиси, на котором произнёс:

„Враг хочет оккупировать славный Азербайджан, его манят нефтяные источники Абшерона, покрытые белым золотом муганские степи. Враг хочет поработить азербайджанский народ и стереть его с лица земли. Но не ступит нога немецких оккупантов на землю свободного и счастливого Азербайджана, на землю гениального Низами Гянджеви!“
С организацией в 1945 году Академии наук Азербайджанской ССР был избран её действительным членом (первый состав). Депутат Верховного Совета СССР 2—4-го созывов (1946—1956).
Самед Вургун поддерживал дружественные отношения с первым секретарем ЦК КП Азербайджана Мир Джафаром Багировым.
50-летие Вургуна отмечалось в Оперном зале. На юбилей пришли Константин Симонов, Георгий Леонидзе, Гафур Гулям. Юбиляр на празднике не присутствовал, так как тяжело болел. Умер 27 мая 1956 года. Похоронен в Баку на Аллее почётного захоронения.

## Творчество
„Я ставлю своей творческой задачей раскрыть поэзию нашей действительности“
— заявлял Самед Вургун. Его псевдоним — Вургун — означает «влюблённый» и подразумевает любовь к родному народу, Родине, человеку и природе. Он выразил это в поэтических строках: «Я полюбил человека и природу / В миг, когда взял в свои руки перо».
Первая публикация Самеда Вургуна состоялась в 1925 году. В тифлисской газете «Ени Фикир» («Новая мысль») было помещено стихотворение «Обращение к молодежи», написанное по случаю окончания учительской семинарии. Первая книга поэта вышла в свет в 1930 году под названием «Клятва поэта».
Особое место в творчестве Самеда Вургуна занимает Великая Отечественная война, во время которой он создал более 60 стихотворений, несколько поэм, в том числе «Бакинский дастан». 
Стихи Самеда Вургуна «Напутствие матери», «Красные соколы», «Призыв вождя», «Солдату отважного народа», «Героическая отвага» и другие с началом войны в качестве агитационных материалов звучали на заводах, в воинских частях, пунктах мобилизации, публиковались на страницах газет.
В эти годы ширится его поэтическая слава. Листовки с его стихотворением «Партизанам Украины» были сброшены с самолета в украинские леса для поддержки партизан. В 1943 году стихотворение Самеда Вургуна «Напутствие матери» получило высокую оценку в США на конкурсе антивоенных произведений, на котором было выделено 20 лучших стихотворений мировой поэзии на военную тему. Все они, включая произведение Вургуна, были опубликованы в Нью-Йорке и распространены среди военнослужащих. В этом же году в Баку по его инициативе был открыт Дом интеллигенции им. Физули для проведения военных мероприятий и для встреч с фронтовиками.
В 1958 году издан сборник стихов Вургуна на грузинском языке в переводе Лейлы Эрадзе.

### Поэмы
- «Комсомольская поэма» (1928—1956, 1-я часть — 1933)
- «Событие» (1932),
- «Мурадхан» (1933),
- «Хумар» (1933),
- «Локбатан» (1933),
- «Сельское утро» (1933),
- «Скамья смерти» (1934),
- «Горькие воспоминания» (1935),
- «Двадцать шесть» (1935),
- «Виселица» (1935),
- «Погибшая любовь» (1935),
- «Бунт» (1936),
- «Слово о колхознице Басти» (1937),
- «Бакинский дастан» или же «Дастан Баку» (1944)
- и др.

### Пьесы
- «Вагиф» (1937) — драма о трагической судьбе Молла Панаха Вагифа.
- «Ханлар» (1939) — пьеса, посвящённая жизни революционера Ханлара Сафаралиева.
- «Фархад и Ширин» (1941) — стихотворная драма по мотивам поэмы Низами «Хосров и Ширин».
- «Человек» (1945).

### Переводы
- В 1936 году Самед Вургун перевёл роман А. С. Пушкина «Евгений Онегин» на азербайджанский язык, и Пушкинский комитет наградил его за этот перевод медалью А. С. Пушкина.
- В 1936 году Самед Вургун переводит часть поэмы Шота Руставели «Витязь в тигровой шкуре», за что был награждён Почётной грамотой Грузинской ССР.
- В 1939 году Самед Вургун переводит поэму Низами Гянджеви «Лейли и Меджнун»[6].
- Составил перевод поэмы Максима Горького «Девушка и смерть»
- Им были переведены некоторые произведения Тараса Шевченко, Ильи Чавчавадзе и Джамбула
- Составлены переводы стихов Михаила Лермонтова, Тараса Шевченко, Владимира Маяковского и иных поэтов

## Издания на русском языке
- Собрание сочинений в трёх томах. — М., 1978—1980.
- Избранные сочинения в двух томах. — М., 1958.
- Избранные произведения. — М., 1948.
- Избранное. — М., 1949
- Избранное. — М., 1952.
- Избранное. — М., 1956.
- Избранное. — Баку, 1976.
- Избранные произведения. — Л.: Советский писатель, 1977. (Библиотека поэта. Большая серия).

## Награды и премии

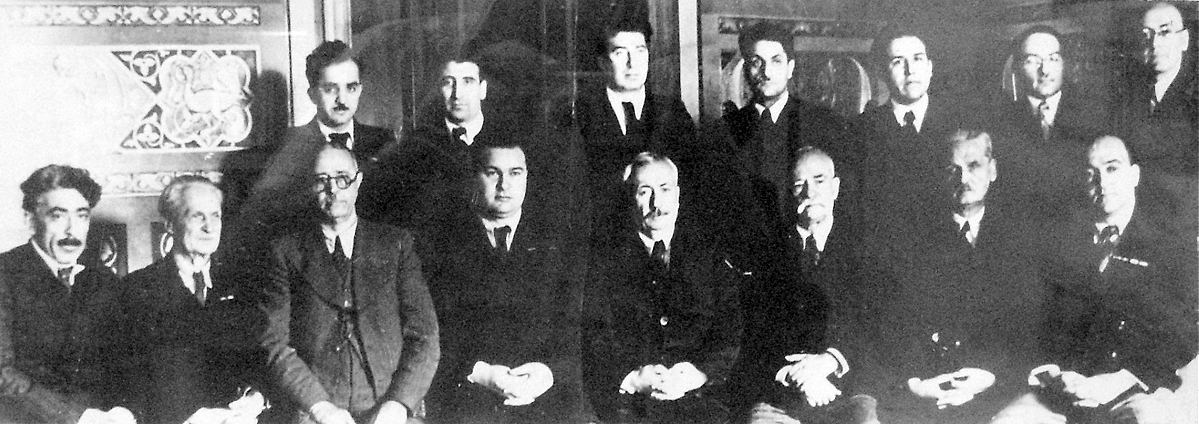
Первые члены Президиума АН АзССР, 1945 г. Нижний ряд (слева направо, сидят): поэт С. Вургун, учёный-гидравлик И. Г. Есьман, У. Гаджибеков, А. А. Ализаде, президент Академии М. Миркасимов, И. И. Широкогоров, А. А. Гроссгейм, М. А. Топчибашев (учёный, хирург). Стоят: Ю. Мамедалиев, М. А. Ибрагимов, Ш. А. Азизбеков, Г. Н. Гусейнов, Мир-Али Кашкай, С. А. Дадашев, М. А. Усейнов

- Народный поэт Азербайджанской ССР (1956)
- Заслуженный деятель искусств Азербайджанской ССР (17.06.1943)
- Сталинская премия второй степени (1941) — за пьесу «Вагиф» (1937)
- Медаль А. С. Пушкина (1936)
- Сталинская премия второй степени (1942) — за пьесу «Фархад и Ширин» (1942)[8]
- два ордена Ленина (27.01.1936, 24.03.1956)
- орден Трудового Красного Знамени
- орден «Знак Почёта» (31.01.1939)[9]
- медаль «За доблестный труд в Великой Отечественной войне 1941—1945 гг.»

## Семья
Был женат на Хавер ханум Мирзабековой. Имел троих детей:
- Сыновья: Юсиф Самедоглу — народный писатель Азербайджана и Вагиф Самедоглу — народный поэт Азербайджана.
- Дочь: Айбяниз Векилова — заслуженный работник культуры.

Племянником Самеда Вургуна был Векилов, Джаваншир Мехтихан оглы.
Также у Самеда Вургуна есть дальние  племянницы Хейран Мусейибова и Лейли Адыгёзялова.
Прадед — Алы ага.

## Стихи о Самеде Вургуне
- «Речь моего друга Самеда Вургуна на обеде в Лондоне» — Константин Симонов.
- «Когда я входил в дом Самеда Вургуна» и «Как рано ты умер, поэт!» — Расул Гамзатов.

## Память
- 1961 — в Баку был установлен памятник поэту (скульптор — Фуад Абдурахманов);
- 1975 — в Баку состоялось открытие Дома-музея Самеда Вургуна в квартире, в которой он работал. Дом-музей стал первым в Азербайджане мемориальным музеем, посвящённым отдельной личности. В доме собирались известные деятели культуры того времени[10];
- 1976 — композитор Рауф Гаджиев написал кантату, посвященную Самеду Вургуну;
- 1976 — в честь него была выпущена почтовая марка СССР;
- 2006 — к 100-летию со дня рождения поэта была выпущена почтовая марка Азербайджана.

Издательством «Мерани» к 70-летию поэта опубликована книга «Самед Вургун» под редакцией поэта Карло Каладзе.
Именем Самеда Вургуна названы:
- Азербайджанский государственный русский драматический театр
- Библиотека в Киеве[11]
- Техникум в Болгарии[11]
- Школа № 257 в Душанбе[11]
- улицы в Москве, Агджабеди и Баку
- посёлок городского типа в Газахском районе Азербайджана (до 1930-х Грюнфельд, до 1990 г. — Калининкенд)
- Средняя школа № 2 в г. Газахе

Памятники
Памятник С. Вургуну, Баку
Барельеф на здании Азербайджанского государственного русского драматического театра им. Вургуна, Баку
Могила Самеда Вургуна на Аллее почётного захоронения, Баку
Памятник в Имишли

Почтовые марки
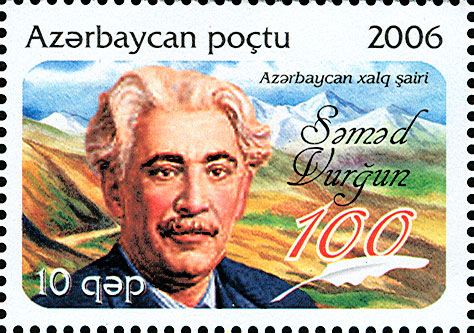
Марка Азербайджана, 2006 год
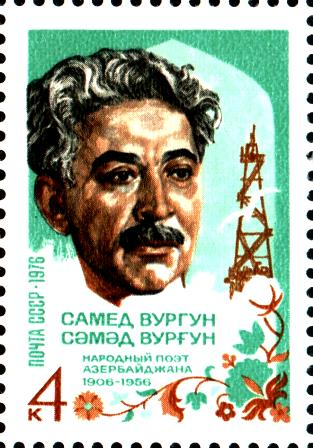
Марка СССР, 1976 год